# El visitante (novela)
El visitante (título original: The Outsider) es una novela de terror del escritor estadounidense Stephen King, publicada el 22 de mayo de 2018 por Charles Scribner's Sons.

## Sinopsis
En la ciudad ficticia de Flint City, Oklahoma, el detective de la policía Ralph Anderson arresta al entrenador de béisbol y profesor Terry Maitland frente a una multitud de espectadores, acusándolo de matar y mutilar a un niño de 11 años. La ciudad se vuelve rápidamente contra Maitland, quien insiste en que es inocente y contrata al anciano abogado Howie Gold para que lo ayude, pero Anderson tiene testigos oculares y pruebas físicas claras (ADN y huellas dactilares) de su culpabilidad. Mientras tanto, los ansiosos reporteros acosan a la esposa de Terry, Marcy, y a sus dos hijas, Sarah y Grace. Pronto se revelará que existe algo imposible de explicar en estos terribles eventos.

## Información
La novela fue mencionada inicialmente en una entrevista con USA Today el 7 de agosto de 2017. La portada fue revelada el 18 de enero de 2018. El 25 de mayo de 2018 fue publicado un extracto de la novela en Entertainment Weekly.

## Conexiones con otras obras de King
Holly Gibney, quien aparece en la trilogía de Bill Hodges (Mr. Mercedes, Quien pierde paga y Fin de guardia) es un personaje central en el libro. La novela describe algunos eventos de la trilogía y sus consecuencias. El concepto del "ka", parte integral de los libros de la saga literaria de La torre oscura, también se menciona en la novela.

## Adaptación para televisión
En junio de 2018 se anunció que la compañía Media Rights Capital tenía la opción para producir una miniserie de diez capítulos con guion de Richard Price y los productores ejecutivos Jack Bender y Marty Bowen. La serie fue estrenada en HBO en enero de 2020, protagonizada por Ben Mendelsohn, Cynthia Erivo, Paddy Considine, Yul Vázquez, Bill Camp, Jeremy Bobb y Marc Menchaca.

## Personajes
Ralph Anderson. 
Inspector a cargo de la investigación. Es el personaje principal de la trama.
Terry Maitland.
Acusado del asesinato de un niño de 11 años llamado Frank Peterson. Es detenido mientras se encontraba en un partido del equipo de beisbol al cual entrenaba. Profesor de Literatura y entrenador del colegio, es muy conocido por el pueblo de Flint City, por lo que varios ciudadanos señalan haberlo visto cerca de la escena del crimen, incluso de ofrecerse a llevar a Frank a su casa en su furgoneta tras romperse la cadena de la bicicleta del niño. 
Howard Gold.
Abogado de la familia Maitland, es a quien llama Marcy Maitland después del arresto de su marido.
Bill Samuels. 
Fiscal del distrito